# Uniwersytet Arizony
Uniwersytet Arizony, Uniwersytet Arizoński (ang. University of Arizona) – główny publiczny uniwersytet amerykańskiego stanu Arizona, znajdujący się w Tucson. Został założony w roku 1885, jako pierwszy uniwersytet na terenie stanu Arizona.
Największym jego kolegium jest Eller College of Management, oferujący w Stanach Zjednoczonych jeden z najlepszych kierunków z dziedziny przedsiębiorczości.
Pracownikiem naukowym w Lunar and Planetary Laboratory tej uczelni był polski astronom Wiesław Wiśniewski.

## Sport

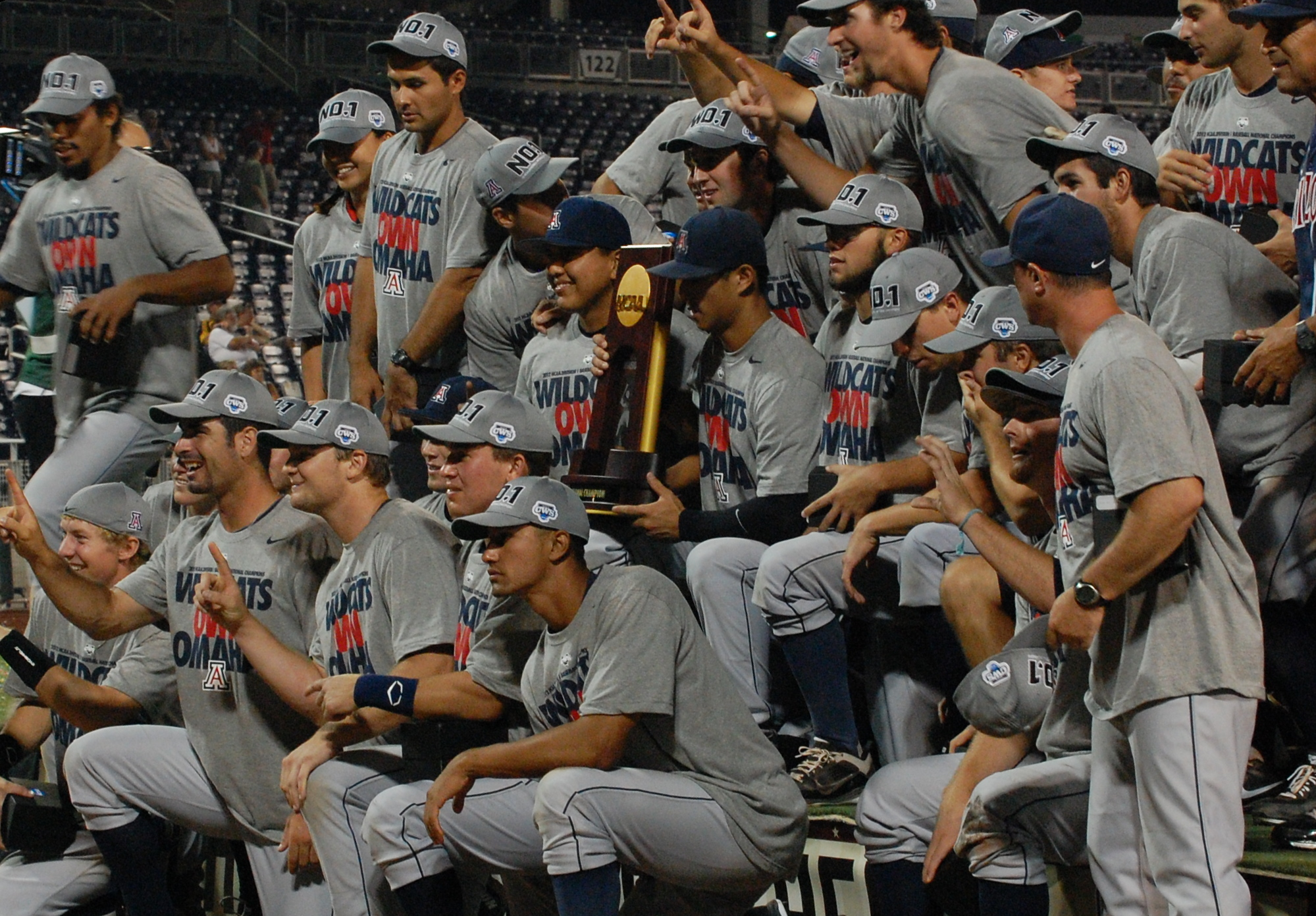
Baseballiści drużyny Arizona Wildcats pozują do zdjęcia po zwycięstwie

W systemie NCAA uczelnia należy do Dywizji I, a dokładniej do Pacific-12 Conference. Łącznie wystawia osiemnaście zespołów w różnych sportach. Wszystkie występują jako Arizona Wildcats. Największe sukcesy uniwersytet odnosi w softballu, w którym jego reprezentacja ośmiokrotnie sięgała po tytuł akademickich mistrzów Stanów Zjednoczonych. Czterokrotnie taki sam tytuł zdobyli baseballiści. Uczelnia ma też na koncie dwa tytuły mistrzowskie w golfie kobiet oraz po jednym w golfie mężczyzn, koszykówce mężczyzn, pływaniu mężczyzn oraz pływaniu kobiet.
Uniwersytet dysponuje stadionem (Arizona Stadium) do futbolu amerykańskiego na ponad 57 tysięcy widzów, halą sportową (McKale Center, używaną głównie do meczów koszykarskich) mieszczącą 14,5 tysiąca widzów, stadionem baseballowym na 6,5 tysiąca osób oraz stadionem softballowym dla prawie trzech tysięcy widzów.

## Galeria

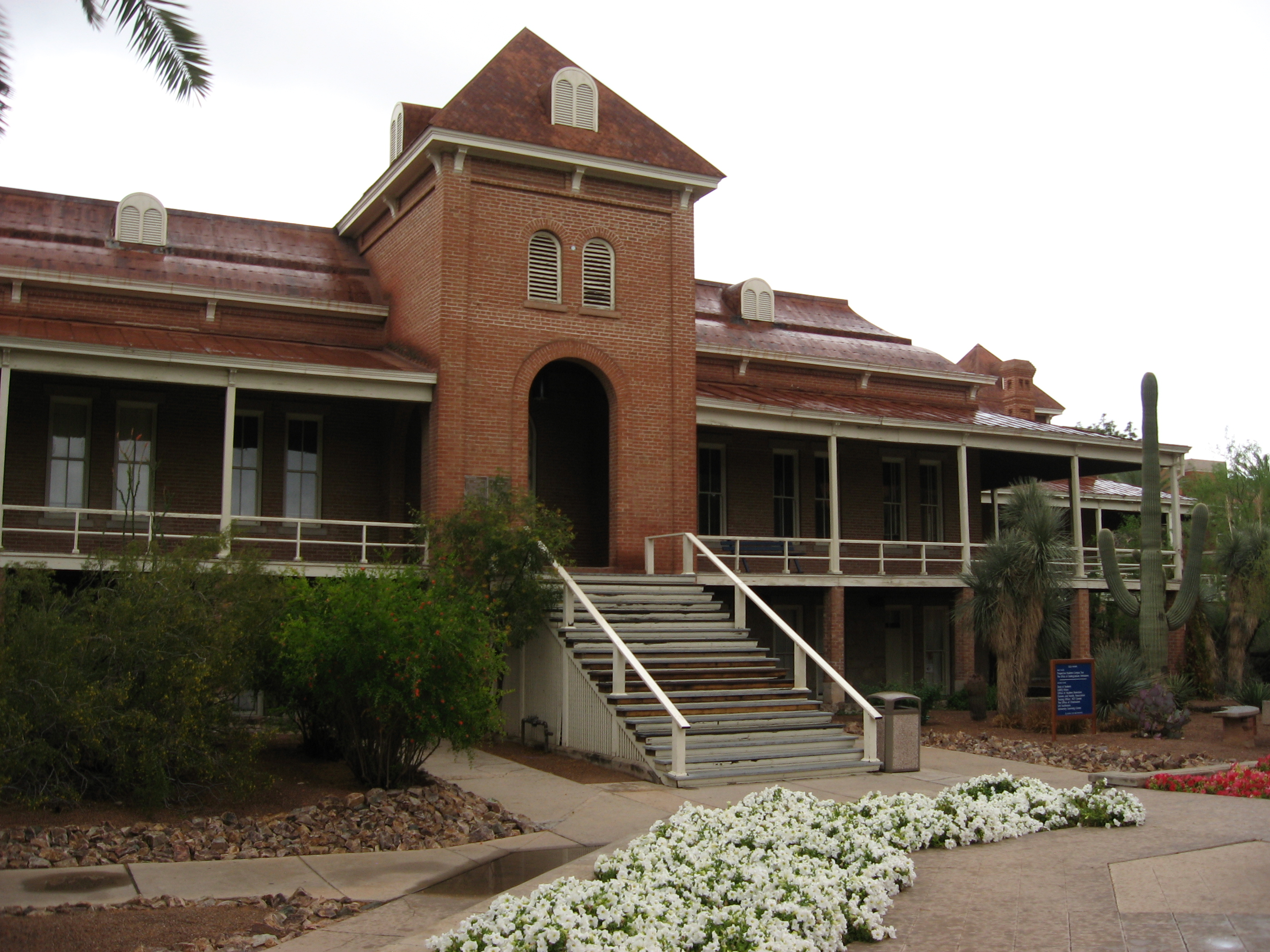
Old Main, najstarszy z budynków uniwersyteckich
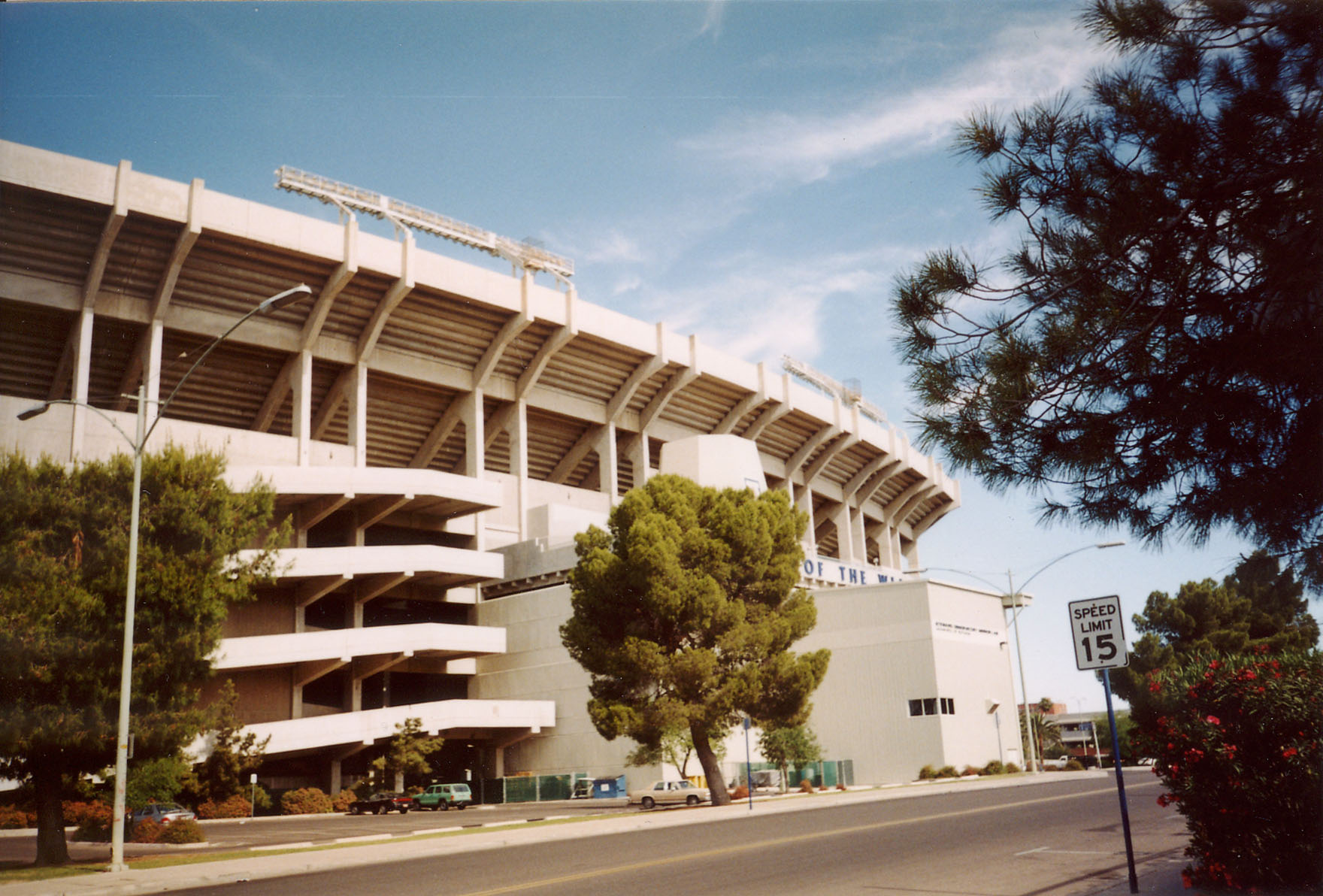
Stadion uniwersytecki
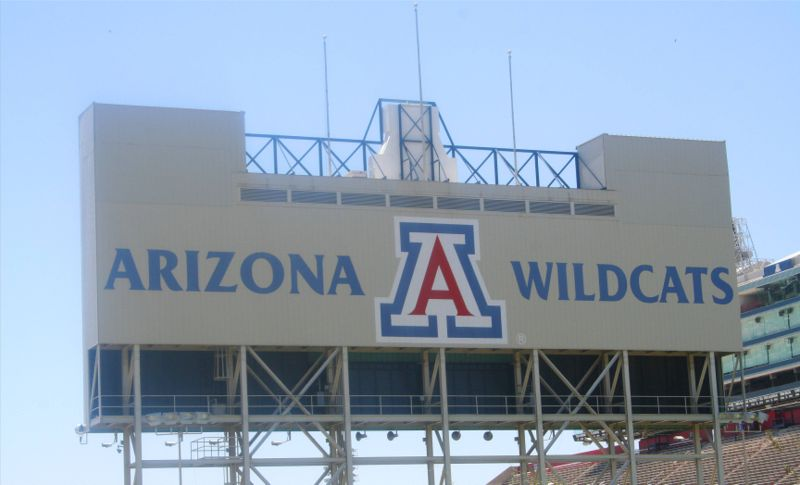
Logo drużyn sportowych Arizona Wildcats